# John Axel Eriksson
John Axel Eriksson, född 5 januari 1978 i Falkenberg, är en svensk skådespelare.
Eriksson debuterade 2006 i filmen Farväl Falkenberg, där han gjorde rollen som John. 2007 hade han en mindre roll i Beck – Den svaga länken. 2008 spelade han i kortfilmen Jesper Ganslandts 114:e dröm, 2011 i miniserien Arne Dahl: Misterioso, 2012 i filmen Blondie och 2014 i kortfilmen Fruktan.

## Filmografi
- 2006 – Farväl Falkenberg
- 2007 – Beck – Den svaga länken
- 2008 – Jesper Ganslandts 114:e dröm
- 2011 – Arne Dahl: Misterioso (TV-serie)
- 2012 – Blondie
- 2014 – Fruktan
- 2015 – ...Och ute är det fortfarande mörkt (kortfilm)